# Махмуд Шах I
Махмуд Шах I (Махмуд Хілджі) — султан Малави. За його правління Малавський султанат сягнув піку своєї могутності

## Правління
Махмуд коронував себе султаном після убивства Мухаммеда й короткого правління Масуда. Розпочав невдалу кампанію проти Делійського султанату. 1437 року зазнав нищівної поразки при Мандавгаді (відома такожя к битві біля Сарангпуру) від меварського магарани Кумбхи (фактично його регента Ранмала), потрапивши у полон. Провівши 6 місяців у полоні, отримав свободу без будь-якого викупу.
1441 року на запрошення делійських улемів рушив на Делі, але в битві біля власне міста зазнав поразки й відступив до себе. Поновив війною з Кумбхою. У 1442 і 1443  роках в битвах під Мандалгархом і Банасом зазнав поразок. 1444 року захопив фортецю Гагрон, яким володів Палхан Сінґх, союзник Кумбхи. Війська останнього, що йшли на допомогу зазнали поразки. Але 1446 року султан знову зазнав поразки від меварського війська. 
Наприкінці 1440-х років виступив проти Гуджаратського султанату. Зумів віднятив султана Мухаммад-шаха II важливе місто Чампанер, а з 1451 року продовжив війну проти наступника останнього — Ахмед-шаха II, захопивши Султанпур. Рушивши на Сарса-Палді, взяв воблогу Бхаруч, але не зміг захопити. За цим, пограбувавши Бароду, дійшов до Надіада, чиї брахмани вразили його своєю хоробрістю. В наступній битві біля Кападванджа малавський султан зазнав поразки. Того ж року Махмуд Шах I спробував завоювати Нагор, яким володів Фіруз Хан, стриєчний брат гуджаратського султана. Втім під тиском військом останнього під орудою Саяда Атауллаха відступив до Малави.
1456 року почав нову війну проти Мевара, але в жовтні 1457 року в Другій битві біля Мандалгарху Махмуд Шах I зазнав тяжкої поразки. 1458 року почалася війна з гуджаратським султаном Махмуд-шахом I, що спробував взяти реванш за поразки своїх попередників. Проте напад вдалося відбити. Втім того ж року спробував захопити меварську фортецю Кумбалгарх, яку тримав в облозі до початку 1459 року. Втім не досяг успіху. До 1460 року вимушений був протистояти Мевару і Гуджарату, що створили антималавську коаліцію.  
1462 року вирішив скористатися малолітством бахманідського султана Ахмад-шаха III, але зазнав поразки в битві при Фірузабаді від вакіля Махмуда Гавана. 1467 року почав четверту війну проти Меварського князівства, проте в битві при Удайпурі султанське військо зазнало тяжких витрат. Помер Махмуд Шах I 1469 року. Йому спадкував син Гіят Шах.

## Культурна політика
Він заснував велику лікарню в Манду і закінчив мечеть і гробницю Хошанг Шаха. Разом з тим під час походів активно руйнував індуїстські храми, проте за його панування джайнізм перебував під султанським захистом.